# 전주 오씨
전주 오씨(全州 吳氏)는 전북특별자치도 전주시를 본관으로 하는 한국의 성씨이다. 시조 오준민(吳俊玟)은  보성 오씨의 시조인 오현필의 9세손으로 고려에서 병부상서로 공을 세워 완산백에 봉해졌다.

## 참고 자료
- “전주오씨(全州吳氏)”. 뿌리를 찾아서.[깨진 링크(과거 내용 찾기)]